# Чарна (Любуське воєводство)
Чарна (пол. Czarna, нім. Zahn) — село в Польщі, у гміні Забур Зеленогурського повіту Любуського воєводства.
Населення — 139 осіб (2011).
У 1975-1998 роках село належало до Зеленогурського воєводства.

## Демографія
Демографічна структура станом на 31 березня 2011 року:
|          | Загалом | Допрацездатний вік | Працездатний вік | Постпрацездатний вік |
| -------- | ------- | ------------------ | ---------------- | -------------------- |
| Чоловіки | 74      | 9                  | 60               | 5                    |
| Жінки    | 65      | 13                 | 38               | 14                   |
| Разом    | 139     | 22                 | 98               | 19                   |